# Germana Francioli
Germana Francioli (Roma, 17 febbraio 1943) è un'attrice italiana che è stata interprete, negli anni sessanta, di fotoromanzi della Lancio.
È sorella di altri due attori, Luciano, anch'egli interprete di fotoromanzi, e Armando, noto per le sue interpretazioni in sceneggiati televisivi RAI. In inizio di carriera ha usato lo pseudonimo di Jenny Burton.
Sempre negli anni sessanta ha avuto qualche esperienza nel cinema, particolarmente con l'interpretazione di ruoli minori in film peplum prodotti a Cinecittà.

## Titoli
Titoli dei principali fotoromanzi Lancio in cui è apparsa (sessantasette in tutto fra il 1964 e il 1968):
- Amo l'uomo di un'altra (aprile 1965, ruolo da protagonista)
- Ladra d'amore (ancora da protagonista)
- La donna di ghiaccio
- L'uomo del passato
- Un fuoco nel sangue
- Ladra d'amore
- Per te la vita è solo un gioco
- Non sono più quella di una volta
- Se un abisso ci separa
- Una moglie romantica
- La ragazza beat
- Se fossi stata tua
- Rimpiangerai di avermi amata
- Una lettera a Kim
- Come Cenerentola
- L'amore che finisce domani
- Un bruciante ricordo d'amore
- Amore senza perdono
- Non può amarti come me

## Filmografia
- La regina delle Amazzoni, regia di Vittorio Sala (1960)
- L'ammutinamento, regia di Silvio Amadio (1961)
- Il gladiatore di Roma, regia di Gian Paolo Callegari (1962)